# Jagdgeschwader 3 „Udet“
Das Jagdgeschwader 3 „Udet“ (JG 3) war ein Traditionsgeschwader der deutschen Luftwaffe im Zweiten Weltkrieg, benannt nach dem Jagdflieger im Ersten Weltkrieg, Ernst Udet.

## Geschichte

### Aufstellung und Umstrukturierungen
Am 1. Mai 1939 wurde der in Bernburg an der Saale stationierte Stab des Jagdgeschwader 231 zum Stab des neu gegründeten JG 3. Ihm unterstanden neben den Gruppen des JG 3 ab Januar 1940 die I. Gruppe des Jagdgeschwaders 20 und ab Februar 1940 bis zum 19. April 1940 die II. Gruppe des Jagdgeschwaders 27. Der Geschwaderstab wurde am 4. Juni 1940 in Le Val Heureux dem I. Fliegerkorps unterstellt. Anfang 1941 unterstand er dem Jagdfliegerführer 2, ab dem 22. Juni 1941 dem V. Fliegerkorps der Luftflotte 4. Am 25. Juni wurde ihm für vier Tage die I. Gruppe des Lehrgeschwaders 2 zugewiesen, am 1. August die III. Gruppe des Jagdgeschwaders 52, die bereits am 12. September wieder ausschied. Der Geschwaderstab wurde am 27. September 1941 dem II. Fliegerkorps unterstellt. Am 19. Mai 1942 unterstand der Stab dem VIII. Fliegerkorps. Vom 31. Juli bis zum 27. September war die I. Gruppe des Jagdgeschwaders 53, ab dem 23. September 1942 die I./JG 52 unter dem Kommando des Geschwaderstabes. Er wurde am 8. November der 7. Jagddivision untergeordnet.
Die I. Gruppe des JG 3 wurde am selben Tag durch Umbenennung der II./JG 231 gebildet und am 13. Januar 1940 dem Stab des Jagdgeschwader 77, nach der Verlegung der Gruppe ins nordfranzösische Berneuil in Vorbereitung auf den Fall Rot wieder dem Stab des JG 3 unterstellt. Sie bestand aus drei Staffeln und wurde am 1. Oktober 1941 zu einer eigenständigen Jagdgruppe innerhalb des JG 3, die direkt dem Jagdfliegerführer Mitte, ab dem 9. Dezember dem Luftwaffenbefehlshaber Mitte, drei Tage später dem Jagdfliegerführer Holland unterstand und ab dem 20. November 1941 dem II. Fliegerkorps zugeordnet war. Am 15. Januar 1942 wurde die I. Gruppe des JG 3 in die II. Gruppe des Jagdgeschwaders 1 „Oesau“ umbenannt. Noch am 20. Januar wurde eine neue I./JG 3 aus dem Stab und der 1. (Einsatz-)Staffel der Ergänzungsgruppe des JG 3 geformt, die nun Gruppenstab und 1./JG 3 bildeten. 2. und 3. Staffel der JG 3 entstanden aus den Einsatzstaffeln der Jagdgeschwader 53, 54 und 77; die I. Gruppe unterstand wieder dem Geschwaderstab des JG 3. Die I. Gruppe wurde am 10. September 1943 um eine 4. Staffel erweitert, die sich aus der 1. bis 3. Staffel bildete. Sie wurde bereits am 19. Februar 1945 in Paderborn, die restlichen Staffeln am 31. März 1945 in Neubrandenburg aufgelöst.
Die II. Gruppe des JG 3 entstand am 1. Februar 1940 im Zuge der Zellteilung in Zerbst aus Teilen der I. Gruppe des JG 1 und 21 sowie Teilen des Jagdgeschwaders 2, der II. Gruppe des Jagdgeschwaders 26 und der I. Gruppe des Lehrgeschwaders 2 und bestand aus den Staffeln 4 bis 6. Ab dem 19. Mai 1940 war sie dem Stab des JG 77, ab dem 4. Juni wieder dem Stab des JG 3 untergeordnet. Am 16. Oktober 1941 schied sie aus dem Unterstellungsverhältnis zum Geschwaderstab aus. Die Gruppe wurde am 18. Januar 1942 dem Stab des JG 53, ab dem 19. Mai jedoch wieder dem Geschwaderstab des JG 3 unterstellt wurde, und geriet am 9. September 1942 unter das Luftwaffenkommando Ost, bis sie am 12. Dezember 1942 mit der Einkesselung der 6. Armee in Stalingrad wieder dem Geschwaderstab des JG 3 unterstand. Ab dem 12. September 1943 war sie dem Jagdfliegerführer Holland / Ruhrgebiet unterstellt. Die 4. Staffel der II. Gruppe wurde am 15. August 1944 zur 7. Staffel umbenannt und die 4./JG 52 als 8. Staffel der II. Gruppe angegliedert. Am 25. November wurde die Gruppe aufgelöst; der Gruppenstab wurde zum Stab der I. Gruppe des Jagdgeschwaders 7, 5., 7. und 8. Staffel zur 1. bis 3./JG 7 und die 6. Staffel aufgegeben. An ihre Stelle trat die zur II./JG 3 unbenannte II./JG 7. Die II. Gruppe des JG 3 wurde am 3. Mai 1945 im nordfriesischen Leck aufgelöst.
Die III. Gruppe des JG 3 wurde am 1. März 1940 auf dem Fliegerhorst Jena-Rödigen aufgestellt. Sie entstand aus Teilen der I. und II./JG 77 sowie Teilen der I., III./JG 26 und der Trägergruppe II./186 und umfasste die Staffeln 7 bis 9. Am 28. März 1940 zum Schutz des Reichsgebiets dem Stab des JG 26 unterstellt, unterstand sie für zwei Tage dem Stab des JG 77 und wurde am 4. Juni wieder dem Stab des JG 3 zugewiesen. Im Zuge der Verlegung der Gruppe am 12. Juli 1940 ins nordfranzösische Guînes wurde sie dem Stab des Jagdgeschwaders 51, aber neun Tage später nach Rückverlegung ins Reichsgebiet wieder dem Stab des JG 3 unterstellt. Ab dem 10. Februar 1942 unterstand die III./JG 3 Abwehr der russischen Winteroffensive dem I. Fliegerkorps, ab dem 3. August 1943 dem „Jagdfliegerführer Holland / Ruhrgebiet“ und ab dem 23. August wieder dem Geschwaderstab des JG 3. Am 15. August 1944 fand eine Erweiterung des III. Gruppe um eine Staffel statt; dabei wurden die 7. und 8. Staffel zur 10. und 11. Staffel umbenannt und 7./JG 52 als neue 12./JG 3 angegliedert. Diese wurde schon am 15. Februar 1945 in auf dem Fliegerhorst Pasewalk / Franzfelde aufgelöst, die anderen Staffeln der III. Gruppe am 30. April in Leck.
Am 1. Oktober 1940 wurde auf dem Flugplatz Saint-Omer-Wizernes in Nordfrankreich eine Ergänzungsstaffel aufgestellt und direkt dem Geschwaderstab untergeordnet. Anfang April 1941 bildete sie mit der im Februar 1941 in Brombos gegründeten selbständigen 10. Staffel des JG 3, die zur 1. (Einsatz-)Staffel wurde, die Ergänzungsgruppe des JG 3 und wurde selbst zu deren 2. (Schul-)Staffel. Mitte April erhielt die Gruppe daraufhin einen eigenen Stab und war ab Juli 1941 direkt dem Luftgaukommando Holland, ab August dem Stab des Nachtjagdgeschwaders 1. Am 29. Dezember schied die 1. (Einsatz-)Staffel aus der Ergänzungsgruppe und wurde zur 7. Staffel des Jagdgeschwaders 5; eine neue 1. (Einsatz-)Staffel wurde bis zum 20. Januar 1942 aufgestellt und als 1./JG 3 Teil der neuen I./JG 3 umbenannt. Durch die Umbenennung des Gruppenstabes der Gruppe zum Stab der I./JG 3 und die Ausgliederung der 2. (Schul-)Staffel als 1. Staffel der Ergänzungsgruppe Süd wurde die Ergänzungsgruppe des JG 3 aufgelöst.
Anfang Dezember 1942 wurde mit Fliegern der drei Gruppen des Geschwaders eine „Platzschutzstaffel“ für den Flugplatz Pitomnik im Kessel von Stalingrad gebildet.
Die IV. Gruppe des JG 3 wurde ab dem 1. Juni 1943 im bayerischen Neubiberg aufgestellt; die 10. Staffel entstand aus Teilen der I., die 11. aus Fliegern der II. und die 12. Staffel aus Abgaben der III. Gruppe des JG 3. Am 12. August 1943 wurde sie dem Stab des JG 77 unterstellt und erhielt am 15. April 1944 die Bezeichnung IV. (Sturm-)Gruppe/JG 54. Nach Auflösung der 11./JG 3 am 8. Mai bildete sie sich aus Sturmstaffel des Geschwaders neu. Am 10. August 1944 wurden 10.-12./JG 3 zur 13.-15./JG 3, die 2./JG 51 wurde als 16. Staffel der IV. Gruppe angegliedert. Diese wurde bereits am 6. Februar 1945 in Prenzlau, die anderen Staffeln der IV. Gruppe am 2. Mai in Westerland aufgelöst.

## Kommandeure

### Geschwaderkommodore
| Dienstgrad     | Name                  | Zeit               |
| -------------- | --------------------- | ------------------ |
| Oberstleutnant | Max-Josef Ibel        | 1. Mai 1939        |
| Oberstleutnant | Karl Vieck            | 26. September 1939 |
| Oberstleutnant | Günther Lützow        | 21. August 1940    |
| Oberst         | Wolf-Dietrich Wilcke  | 12. August 1942    |
| Major          | Friedrich-Karl Müller | 24. März 1944      |
| Major          | Oskar-Heinrich Bär    | 1. Juni 1944       |
| Major          | Werner Schroer        | 14. Februar 1945   |

### Gruppenkommandeure
I. Gruppe
- Major Otto Heinrich von Houwald, 1. Mai 1939
- Hauptmann Günther Lützow, 3. November 1939
- Oberleutnant Lothar Keller, 24. August 1940 bis 27. August 1940
- Hauptmann Hans von Hahn, 27. August 1940
- Hauptmann Georg Michalek, 1. März 1942
- Major Klaus Quaet-Faslem, 31. August 1942
- Hauptmann Joachim von Wehren, 1. Februar 1944
- Hauptmann Josef Haiböck, 8. Februar 1944
- Major Karl-Heinz Langer, 25. Februar 1944
- Hauptmann Helmut Mertens, 14. April 1944
- Hauptmann Ernst Laube, 1. Juli 1944
- Hauptmann Horst Haase, 30. Oktober 1944
- Hauptmann Albert Wirges, 27. November 1944
- Oberleutnant Alfred Seidel, Dezember 1944

II. Gruppe
- Hauptmann Erich von Selle, 1. Februar 1940
- Hauptmann Erich Woitke, 1. Oktober 1940
- Hauptmann Lothar Keller, 24. November 1940
- Hauptmann Gordon M. Gollob, 27. Juni 1941
- Hauptmann Karl-Heinz Krahl, 21. November 1941
- Major Kurt Brändle, 15. April 1942
- Hauptmann Heinrich Sannemann, 3. November 1943
- Hauptmann Wilhelm Lemke, November 1943
- Hauptmann Heinrich Sannemann, 4. Dezember 1943
- Hauptmann Detlev Rohwer, Februar 1944
- Hauptmann Heinrich Sannemann, 30. März 1944
- Hauptmann Hermann Freiherr Kapherr, 22. April 1944
- Leutnant Leopold Münster, 24. April 1944
- Hauptmann Gustav Frielinghaus, 1. Mai 1944
- Hauptmann Hans-Ekkehard Bob, 25. Juni 1944
- Hauptmann Herbert Kutscha, Juli 1944
- Hauptmann Gerhard Baeker, 25. November 1944

III. Gruppe
- Hauptmann Walter Kienitz, 1. März 1940
- Hauptmann Wilhelm Balthasar, 1. September 1940
- Hauptmann Walter Oesau, 11. November 1940
- Hauptmann Werner Andres, 1. August 1941
- Oberleutnant Herbert Kijewski, 1. September 1941
- Major Karl-Heinz Greisert, 18. Mai 1942
- Major Wolfgang Ewald, 23. Juli 1942
- Major Walther Dahl, 20. Juli 1943
- Major Karl-Heinz Langer, 21. Mai 1944

IV. Gruppe
- Major Franz Beyer, 1. Juni 1943
- Hauptmann Heinz Lang, 11. Februar 1944
- Major Friedrich-Karl Müller, 26. Februar 1944
- Hauptmann Heinz Lang, 11. April 1944
- Major Wilhelm Moritz, 18. April 1944
- Hauptmann Hubert-York Weydenhammer, 5. Dezember 1944
- Major Erwin Bacsila, 5. Januar 1945
- Oberleutnant Oskar Romm, 17. Februar 1945
- Hauptmann Gerhard Koall, 25. April 1945
- Hauptmann Günther Schack, 1. Mai 1945

## Bekannte Geschwaderangehörige
- Heinrich von Einsiedel (1921–2007), von 1994 bis 1998 für die PDS Mitglied des Deutschen Bundestages
- Hanno Fischer (1924–2024), war ein Flugzeugkonstrukteur
- Gordon M. Gollob (1912–1987), war 1948 Generalsekretär der österreichischen Partei Verband der Unabhängigen
- Josef Haiböck (1917–2002), war 1975, als Generalmajor des österreichischen Bundesheeres, Kommandeur der Fliegerdivision
- Max-Josef Ibel (1896–1981), war von 1957 bis 1961, als Brigadegeneral der Luftwaffe der Bundeswehr, Kommandeur der 1. Luftverteidigungs-Division